# Lola Lovinfosse
Lola Lovinfosse (Rouen, 17 de outubro de 2005) é uma piloto profissional de automóveis francesa.

## Carreira
Lovinfosse iniciou sua carreira no kart em 2018, competindo na classe X30 Junior da IAME Winter Cup. Em 2019 competiu na categoria OK Junior e disputou os Campeonatos Mundiais e Europeus, a WSK Euro Series e a WSK Champions Cup, entre outros. Seu melhor resultado naquele ano foi o oitavo lugar no Trofeo Andrea Margutti. Em 2020 ela competiu na classe OK no Campeonato Mundial e Europeu, na WSK Super Master Series e na WSK Champions Cup.
Em 2021, Lovinfosse mudou para as corridas de fórmula, nas quais competiu pela equipe Drivex School no Campeonato Espanhol de Fórmula 4. Teve uma temporada difícil, em que um décimo terceiro lugar no Autódromo Internacional do Algarve foi o seu melhor resultado. Ela terminou em 23º lugar na classificação de estreantes com um ponto. Ela também se classificou para o Troféu Feminino, que também contou com a participação de Emely de Heus. Nesta classe, ela venceu 13 das 21 corridas, mas devido a uma série de desistências ainda terminou atrás de de Heus.
Lovinfosse mudou para a F1 Academy em 2023, uma nova série feminina organizada pela Fórmula 1, onde pilotou pela Campos Racing. Em 2024, ela se mudou para a Rodin Motorsport e é patrocinada por Charlotte Tilbury.

## Registros na carreira

### Sumário
| Temporada | Categoria                 | Equipe                | Corridas | Vitórias | Poles | V.M.R. | Pódios | Pontos | Classificação |
| --------- | ------------------------- | --------------------- | -------- | -------- | ----- | ------ | ------ | ------ | ------------- |
| 2021      | Campeonato Espanhol de F4 | Drivex                | 21       | 0        | 0     | 0      | 0      | 0      | 27.ª          |
| 2022      | Campeonato Espanhol de F4 | Teo Martín Motorsport | 12       | 0        | 0     | 0      | 0      | 0      | 37.ª          |
| 2022      | Indian Racing League      | Hyderabad Blackbirds  | 4        | 0        | 0     | 0      | 1      | 13.5   | 23.ª          |
| 2023      | Fórmula Winter Series     | Campos Racing         | 2        | 0        | 0     | 0      | 0      | 4      | 18.ª          |
| 2023      | F1 Academy                | Campos Racing         | 21       | 0        | 0     | 0      | 3      | 65     | 10.ª          |
| 2024      | F1 Academy                | Rodin Motorsport      | 2        | 0        | 0     | 0      | 0      | 4      | 13.ª          |